# Rozšířená Fujitova stupnice
Rozšířená Fujitova stupnice (anglicky Enhanced Fujita Scale – EF) je stupnice sloužící k změření síly tornáda. Dělí tornáda do šesti stupňů – EF0 až EF5. Nejsilnější šestý stupeň EF5 se vyskytuje pouze ve 2 % ze všech případů výskytu tornád ve Spojených státech amerických.
Původní Fujitova stupnice byla představena roku 1971 japonsko-americkým meteorologem Tedem Fujitou. Rozšířená Fujitova stupnice byla vyvíjena v letech 2000–2004 širokým týmem meteorologů a stavebních expertů pod záštitou Texaské technické univerzity. Americká National Weather Service novou stupnici oficiálně představila 2. února 2006, a od 1. února 2007 je nová stupnice v operačním použití v USA, od roku 2013 pak i v Kanadě.
Expertní tým podrobně analyzoval dostupné záznamy o škodách způsobených tornády, aby co nejpřesněji definoval vztah mezi (předpokládanou) silou větrných nárazů a způsobenými škodami. Proti původní Fujitově stupnici má proto rozšířená Fujitova stupnice upravenou sílu větru pro jednotlivé kategorie a byly rovněž upřesněny definice škod.
Kategorie přiřazená tornádu se stanovuje na základě způsobených poškození. Rozšířená Fujitova stupnice využívá 28 indikátorů, přičemž každý indikátor představuje stupeň poškození určitého objektu/struktury (budova konkrétního typu, stožár, strom a podobně).

## Parametry
| Kategorie | Rychlost větru | Rychlost větru | Potenciální škody | Ukázka škod     |
| Kategorie | km/h           | m/s            | Potenciální škody | Ukázka škod     |
| EF0       | 105–137        | 29–37          | Lehké škody. Spadlé komíny, zlámané větve stromů, vyrvané mělce kořenící stromy, škody na vývěsních štítech.                                                                                                | ukázka škod EF0 |
| EF1       | 138–177        | 38–49          | Mírné škody. Strhává střešní kryt, posunuje nebo otáčí prefabrikované domy a vytlačuje auta ze silnic. | ukázka škod EF1 |
| EF2       | 178–217        | 50–61          | Značné škody. Strhává střechy, ničí prefabrikované domy, převrací vagóny, vyvrací a láme vzrostlé stromy, z lehkých předmětů vytváří nebezpečné projektily, zdvihá automobily ze země.                      | ukázka škod EF2 |
| EF3       | 218–266        | 62–74          | Vážné škody. Ničí střechy i zdi dobře postavených domů, převrací vlaky, většina stromů v lesích je vyvrácena, těžká auta jsou zdvihána ze země a odvrhávána.                                                | ukázka škod EF3 |
| EF4       | 267–322        | 75–89          | Zničující škody. Srovnává se zemí dobře postavené domy, stavby se slabými základy odnáší, auta jsou odmršťována a z těžkých předmětů se stávají poletující projektily.                                      | ukázka škod EF4 |
| EF5       | >322           | > 90           | Ohromující škody. Silné konstrukce domů jsou srovnávány se zemí a odnášeny, projektily velikosti automobilu poletují vzduchem a jsou odmršťovány do vzdálenosti přesahující 100 m, stromy jsou odkorňovány. | ukázka škod EF5 |